# Radioulnarni sklep
Rádioulnárni sklêp (tudi kožéljnično-podláhtnični) predstavljata dva sklepa: proksimalni in distalni radioulnarni sklep. Po mehaniki sta oba sklepa čepasta, distalni konec koželjnice se vrti okoli podlahtnice. Os gibanja teče skozi valja obeh kosti. Proksimalni valj koželjnice je z anularnim ligamentom (lig. anulare) pripet na podlahtnico. Podobno je distalni valj podlahtnice spojen s koželjnico s pomočjo hrustančnega diska. Obe kosti po celi dolžini veže močna medkostna membrana (membrana interossea). Vrtenje koželjnice okoli podlahtnice imenujemo pronacija, kosti v podlaktu se prekrižata. Gibanje, ko kosti prehajata v vzporedno lego, to je v anatomski položaj podlakta in roke, imenujemo supinacija. 